# Cimanes del Tejar
Cimanes del Tejar település Spanyolországban, León tartományban. Lakosainak száma 738 fő (2024).

## Földrajza
Cimanes del Tejar Valverde de la Virgen, Villadangos del Páramo, Santa Marina del Rey, Turcia, Carrizo de la Ribera, Llamas de la Ribera, Las Omañas, Rioseco de Tapia és San Andrés del Rabanedo községekkel határos.

## Népesség
A település lakosságának változását az alábbi diagram mutatja:
| Lakosok száma | 986  | 904  | 861  | 851  | 804  | 776  | 755  | 724  | 744  | 738  |
|               | 2001 | 2004 | 2007 | 2009 | 2012 | 2014 | 2017 | 2019 | 2022 | 2024 |